# Stefan Kazikowski
Stefan Kazikowski (ur. 16 sierpnia 1916 w Lublinie, zm. 5 grudnia 1988 w Warszawie) – polski filolog klasyczny, tłumacz dzieł antycznej literatury greckiej i łacińskiej.

## Życiorys
Syn Józefa i Heleny z Mazurów. Po ukończeniu Szkoły Powszechnej im. M. Kopernika przy ul. Siennickiej w Mińsku Mazowieckim (1929) i Prywatnego Gimnazjum Koedukacyjnego Towarzystwa Szkół Średnich gdzie zdał maturę studiował filozofię i filologię klasyczną na Uniwersytecie Warszawskim (absolwent 1946). Studia kontynuował w czasie II wojny światowej na tajnych kompletach. Jednocześnie żołnierz AK, pseudonim „Rota”. Uwięziony przez NKWD na obozie na Majdanku, zbiegł z transportu do ZSRR. Był przez wiele lat redaktorem naukowym w Państwowym Wydawnictwie Naukowym i w latach 1983-1988 redaktor w Instytucie Wydawniczym PAX.

## Odznaczenia
Był odznaczony Krzyżem Armii Krajowej i Srebrnym Krzyżem Zasługi z Mieczami.

## Wybrane publikacje
- (redakcja) Mała encyklopedia kultury świata antycznego, t. 2: M-Z, red. Zdzisław Piszczek, hasła z zakresu historii literatury greckiej i rzymskiej red. Stefan Kazikowski, Warszawa: Państwowe Wydawnictwo Naukowe 1962.
- (przekład) Sokrates Scholastyk, Historia Kościoła, z grec. przeł. Stefan Kazikowski, Warszawa: "Pax" 1972 (wyd. 2 - 1990).
- (przekład) Marcin Kromer, Polska czyli O położeniu, ludności, obyczajach, urzędach i sprawach publicznych Królewstwa Polskiego księgi dwie, przekł. z łac. Stefana Kazikowskiego, wstęp i oprac. Romana Marchwińskiego, Olsztyn: "Pojezierze" 1977 (wyd. 2 - 1984)
- (przekład) Hermiasz Sozomen, Historia Kościoła, z grec. przeł. Stefan Kazikowski, wstępem opatrzył Zygmunt Zieliński, Warszawa: "Pax" 1980 (wyd. 2 -1989).
- Ewagriusz Scholastyk, Historia Kościoła, z języka greckiego przeł. Stefan Kazikowski, wstępem opatrzyła Ewa Wipszycka, Warszawa: Instytut Wydawniczy PAX 1990.